# Apagomera tipitinga
Apagomera tipitinga là một loài bọ cánh cứng trong họ Cerambycidae.